# ویاچسلاف شفچوک
ویاچسلاف آناتولیویچ شفچوک (اوکراینی: Vyacheslav Anatoliyovych Shevchuk؛ زادهٔ ۱۳ مهٔ ۱۹۷۹) بازیکن فوتبال سابق اهل اوکراین است.
وی سابقه ۵۶ بازی ملی برای تیم ملی فوتبال اوکراین در کارنامه دارد، همچنین پست تخصصی او دفاع چپ است.